# 神一条教
神一条教（かみいちじょうきょう）は、日本の新宗教。ほんみちの分派である天理三輪講の流れを汲む。教祖、米谷クニ（玉水仙）は天理教の教師であったが、1935年（昭和10年）に天理教を離れ、天理三輪講に入信するも1941年（昭和16年）に教団解散、1942年（昭和17年）に大阪府布施市の自宅で「神一条打明場所」を開く。1946年（昭和21年）に大自然神一条教と改称し、1952年（昭和27年）、宗教法人認可を受けた際に現名称となる。

## 概要
「神一条」とは天理教の教義上の概念で、神の教えに触れて人生観が転回することをいう。創始者の米谷玉水仙は1889年（明治22年）8月に京都市上京区の豪商であった浅野家の二女として生まれた。玉水仙は米谷庄太郎と結婚し1920年（大正9年）に大阪に移るが、二男・三男・四男を相次いで病気で失ったことから1925年（大正14年）に天理教に入信。天理教で修行を積んだのちに、同教の分派である勝ヒサノの天理三輪講に移り、1942年（昭和17年）に神一條教（神一条教）を創始した。
1974年（昭和49年）に玉水仙が没し、教団は玉水仙の長男の妻である米谷千恵子が継承した。1985年（昭和60年）、千恵子没。現在の代表者は西義男。

## 教義
教義としては天理三輪講の教義を継承し、仏教、キリスト教、天理教をひとつのものとしてとらえる独特の教義を持つ。感謝祭などの祭礼にも天理教の祭礼と同様の内容がみられる。
火・水・風の三元神が信仰の対象であり、「火と水とが一の神、風より外に神はないぞや」という原則を信ずることで天の守護を得られるとしている。